# Mathieu Potte-Bonneville
Pour la commune, voir Potte.
Pour les articles homonymes, voir Bonneville.
 (décembre 2022).
Mathieu Potte-Bonneville, né en 1968 à Thiers (Puy-de-Dôme), est un philosophe français. 
Nommé maître de conférences à l'École normale supérieure de Lyon en 2013, il a présidé l'assemblée collégiale du Collège international de philosophie de 2010 à 2013. Il dirige actuellement le département Culture et création du Centre Pompidou.

Potte-Bonneville fut également professeur de philosophie en classe préparatoire littéraire au lycée Jean-Jaurès de Montreuil jusqu'à la fin de l'année 2011.

## Recherches
Mathieu Potte-Bonneville entame en 1986 des études supérieures à l'université Paris III, où il obtient un DEA de sciences du langage et de l'information. Il obtient en 1991 l'agrégation de philosophie, à laquelle il est reçu premier ex aequo avec Quentin Meillassoux.
Il consacre sa thèse de doctorat, sous la direction de Pierre Macherey, au statut de l’activité critique dans l’œuvre de Michel Foucault, se demandant au nom de quoi justifier la critique, dès lors que Foucault refuse de s'appuyer sur un ensemble de principes universels permettant de juger l'Histoire. Par qui la critique doit-elle être menée, puisque Foucault conteste que le sujet pensant soit capable d'échapper à son point de vue historique et relatif ? Il trouve la réponse  dans le rôle central que Foucault accorde aux contradictions qui traversent l'expérience des sujets marginalisés par la culture. Par exemple, si Foucault accorde un rôle essentiel dans l'Histoire de la folie à Friedrich Nietzsche, Antonin Artaud ou Gérard de Nerval, c'est que ces auteurs sont à la fois des figures dans l'histoire de la littérature et des cas pour l'histoire de la psychiatrie : ainsi, leur expérience est « critique » en ce sens qu'elle met en crise la manière dont la modernité tente de réduire la folie à une simple maladie mentale. De même, dans Surveiller et Punir, les révoltes de prisonniers sont le prisme à travers lequel la naissance de la prison se trouve retracée : en dénonçant tout autant les conditions de vie archaïques et les ambitions éducatives du système carcéral, les prisonniers en lutte obligent à s'interroger sur la solidarité entre ces deux visages de la prison. C'est donc en se mettant à l'écoute de ces subjectivités problématiques que Foucault fait apparaître le caractère fracturé, « inquiet », des normes historiques.
Parallèlement à cette étude interne de la philosophie de Foucault, et à la publication de plusieurs volumes d'archives avec le Centre Michel-Foucault, il travaille à confronter les questions et les notions développées par Foucault aux questions contemporaines, notamment sur les thèmes de la pénalité, du droit et des migrations.
Il consacre par ailleurs différents ouvrages et articles aux renouvellements de la fiction contemporaine (cinéma, séries, littérature), interrogeant la manière dont celle-ci contribue à notre compréhension de l'action et de la société.

## Travaux collectifs
Tirant de sa lecture de Foucault une attention au croisement des savoirs et aux formes d'intervention philosophique dans l'espace public, Potte-Bonneville s'est  engagé dans la participation à différentes démarches collectives, visant à faire dialoguer la philosophie et les sciences humaines avec la création littéraire et artistique ainsi qu'avec des enjeux sociaux, culturels et politiques.
En 1997, il a cofondé la revue Vacarme se définissant comme appartenant à la gauche du mouvement social et culturel. Auteur d'une soixantaine d'articles, il prend part à la rédaction de la revue et en assure ponctuellement la rédaction en chef jusqu'en 2013. Elle cessera sa parution en 2020.
Depuis 2010, il intervient comme chroniqueur dans plusieurs émissions de France Culture (« La Suite dans les idées », « la Grande Table »).
De 2010 à 2013, il est président de l'assemblée collégiale du Collège international de philosophie ; il coordonne à ce titre le festival Intersections au palais de Tokyo, marquant les trente ans du Collège.
De 2013 à 2019, il est responsable du pôle Idées et savoirs à l'Institut français (département Langue française, livre et savoirs), chargé des échanges intellectuels et de la promotion internationale des sciences humaines et sociales françaises. Il conçoit et coordonne à ce titre la Nuit des idées, événement international dédié à la libre circulation des idées et au partage des savoirs : initiée en 2016 au Quai d'Orsay, la Nuit des idées s'élargit jusqu'à réunir, en 2019, 190 événements en France et dans 75 pays.
En 2019, il prend la direction du département Culture et création au Centre Pompidou, chargé de la programmation vivante de l'établissement (parole, cinémas, spectacles vivants, performance).